# Republicans for Choice
Ne doit pas être confondu avec Republican Majority for Choice.
Republicans for Choice, en français Républicains pour le choix, est une organisation située à Washington constituant un comité d'action politique composé de membres du Parti républicain qui supportent la légalisation de l'avortement.

## Histoire de Republicans for Choice
Republicans for Choice fut fondé en 1989 par Ann Stone (collecteuse de fond conservatrice et femme du célèbre consultant républicain Roger Stone) et favorisa l'élection de 500 candidats républicains dans les 50 États, afin de contrecarrer l'attirance du parti républicain pour les candidats pro-vie et leur plate-forme politique.

## Membres

### Sénat
- Susan Collins du Maine
- Lisa Murkowski d'Alaska
- Olympia Snowe du Maine
- Arlen Specter de Pennsylvanie
- Ted Stevens d'Alaska

## Mission
Assurer que les principes de base du parti républicain soient équitablement appliqués : Le parti républicain veut « une Amérique avec un gouvernement réduit à son minimum, qui croit les citoyens libres de décider par eux-mêmes ce qu'il y a de mieux pour eux... une Amérique où la liberté d'expression, la conscience individuelle, et les droits privés sont respectés ».
De plus, Republicans for Choice a suggéré des modifications de la plate-forme du parti républicain, en ces termes :
- "Nous reconnaissons et respectons les avis divergents au sein de la plate-forme du parti. Cela est plus particulièrement le cas sur les sujets relatifs à l'avortement, au planning familial, et aux attitudes à adopter vis-à-vis des communautés gays et lesbiennes". "Le parti républicain invite toutes les personnes, de toutes origines confondues, et encourage ces dernières à la participation et au travail sur ces sujets, afin de trouver des points de consensus"
- "Retirer le Human Life Amendment des projets sur l'avortement. Cette demande est sur la plate-forme depuis 1976 et même le parti républicain au congrès n'a jamais donné son accord. S'ils ne peuvent pas voter, supprimez le !"

Des républicains de renommée qui ont participé à ce groupe, dont notamment deux présidents, Gerald Ford and Richard Nixon.
Republicans for Choice travaille en partenariat avec d'autres groupes républicains libéraux ou modérés, tels que The Wish List, le Republican Majority for Choice, et le Republican Main Street Partnership.